# 鳥越憲三郎
鳥越 憲三郎（とりごえ けんざぶろう、1914年2月8日 - 2007年3月23日）は、日本の民俗学者・歴史学者。

## 概要
岡山県出身。関西学院大学文学部卒、1962年「琉球宗教史の研究」で東京教育大学文学博士。大阪学芸大学講師、助教授、1967年校名変更で大阪教育大学助教授、1973年教授。1979年定年退官、名誉教授、大阪経済法科大学教授。1989年退職。1955年『馬酔木』に投稿し、水原秋桜子に師事した。長男は鳥越皓之。
沖縄戦前の1942年に沖縄県の嘱託で祭祀などを調査。同年、湧上元雄と共に久高島のイザイホーを視察した。また中国雲南省に日本人の起源を求めた。

## 著書
- 『琉球古代社会の研究』三笠書房 1944。改訂新版・JCA出版 1982
- 『琉球宗教史の研究』角川書店 1965
- 『出雲神話の成立』創元社 1966。『出雲神話の誕生』講談社学術文庫 2006
- 『おもろさうし全釈』清文堂出版 1968
- 『沖縄の神話と民俗 「おもろさうし」のふるさと考』太平出版社 1970
- 『神々と天皇の間 大和朝廷成立の前夜』朝日新聞社 1970。朝日文庫 1987
- 『沖縄庶民生活史』雄山閣出版 風俗文化史選書 1971
- 『古事記は偽書か』朝日新聞社 1971
- 『伊勢神宮の原像』講談社 1973
- 『吉備の古代王国』新人物往来社 1974
- 『大いなる邪馬台国』講談社 1975
- 『神がみのエロス 古代日本人の性意識』新人物往来社 1976
- 『天皇権の起源』朝日新聞社 1976
- 『歳時記の系譜』毎日新聞社 1977
- 『近世宮座の成立』弘文堂 1978
- 『詩歌の起源 琉球おもろの研究』角川書店 1978
- 『日本人の生活文化史 2 箸と爼』毎日新聞社 1980
- 『原弥生人の渡来』角川書店 1982
- 『倭族から日本人へ』弘文堂 1985
- 『大嘗祭 新史料で語る秘儀の全容』角川書店 1990
- 『古代史への道』ブレーンセンター・なにわ塾叢書 1991 新書判
- 『古代朝鮮と倭族 神話解読と現地踏査』中公新書 1992
- 『弥生の王国 北九州古代国家と奴国の王都』中公新書 1994
- 『稲作儀礼と首狩り』雄山閣出版 1995
- 『古代中国と倭族 黄河・長江文明を検証する』中公新書 2000
- 『女王卑弥呼の国』中央公論新社・中公叢書 2002
- 『中国正史倭人・倭国伝全釈』中央公論新社 2004。角川ソフィア文庫 2020

### 共編著
- 『琉球の神話 カメラ紀行』岩宮武二写真 淡交新社 1966
- 『飛鳥へのふるみち 竹の内街道』片岡敏男写真 新人物往来社 1973
- 『飛鳥と難波 古代史へのいざない』保育社 カラーブックス 1973
- 『神々のみち　葛城』片岡敏男写真 新人物往来社 1975
- 『カラー 吉備路の魅力』柴田秋介写真 淡交社 1979
- 『雲南からの道 日本人のルーツを探る』編 講談社 1983
- 『家屋文鏡が語る古代日本』若林弘子共著 新人物往来社 1987
- 『大嘗祭史料 鈴鹿家文書』島田竜雄・有坂隆道共編著 柏書房 1990
- 『倭族トラジャ』若林弘子共著 大修館書店 1995
- 『弥生文化の源流考 雲南省[ワ]族の精査と新発見』若林弘子共著 大修館書店 1998

記念論文集
- 『村構造と他界観 鳥越憲三郎博士古稀記念論文集』雄山閣出版 1986

評伝
- 山口栄鉄『琉球おもろ学者 鳥越憲三郎』琉球新報社 2007

## 論文
- ＜鳥越憲三郎